# マーベルレジェンド
マーベルレジェンドは2002年からトイビズから出ていて2007年からはトイビズを吸収合併したハズブロから出ている
マーベルコミックスのキャラクターを元にしたアクションフィギュアシリーズである。
このラインは、4インチ（100 mm）、8インチ（200 mm）、および12インチ（300 mm）スケールのスピンオフラインを備えた6インチ（150 mm）スケールである。
クオリティの高い造形と可動そしてコレクション性の高い多種多様なバリアントが全米を始め世界中のマーベルファンから愛されている。

## 歴史
マーベルレジェンドの最初のシリーズは2002年からトイビズからリリースされたspider-man classicsである。
同シリーズは現在のマーベルレジェンドの元になったシリーズである。
2002年の最初のマーベルレジェンドのシリーズはキャプテン・アメリカ、アイアンマン、ハルクなどの人気キャラクターがラインナップされていた。
それからトレーディングカードやコミックブックなどの特典を同梱した同シリーズは人気シリーズとなった。
2007年1月1日、ハズブロはマーベルの玩具を制作できる新しいライセンス所有者となった。
新しいハズブロのシリーズにはコミックブックやトレーディングカードなどが含まれておらず、新しい金型はトイビズ時代の主流だったフィンガージョイントをなくしたがビルドフィギュアの方式は続いた。